# Шестово (Вологодская область)
Шестово — деревня в Вытегорском районе Вологодской области.
Входит в состав Анхимовского сельского поселения, с точки зрения административно-территориального деления — в Анхимовский сельсовет.
Расположена на берегу Вытегорского водохранилища, на трассе А119. Расстояние по автодороге до районного центра Вытегры — 2 км, до центра муниципального образования посёлка Белоусово — 8 км. Ближайшие населённые пункты — Вытегра, Анхимово, Белоусово.
По переписи 2002 года население — 73 человека (34 мужчины, 39 женщин). Преобладающая национальность — русские (89 %).